# G.B.J. Hiltermann

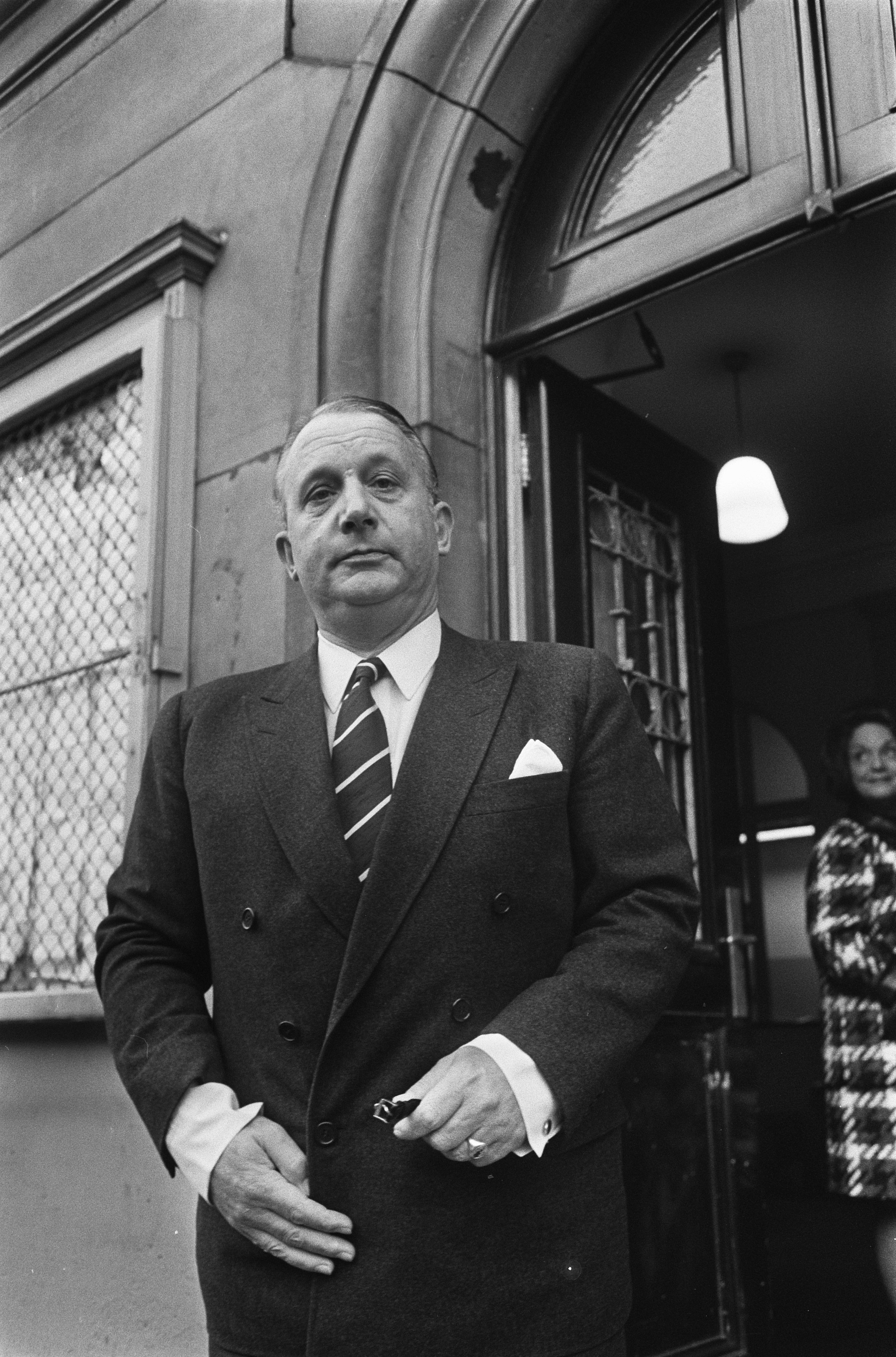
Mr. G.B.J. Hiltermann in 1969 voor de Amsterdamse rechtbank naar aanleiding van het door de Volkskrant aangespannen kort geding.

Gustavo Bernardo José (Guus) Hiltermann (Buenos Aires (Argentinië), 1 mei 1914 – Amsterdam, 15 juli 2000) was een rechts-liberaal journalist, jurist, indoloog, politiek commentator, uitgever en gepromoveerd wetenschapper.

## Voornamen en opleiding
Hiltermann werd uit Nederlandse ouders in Argentinië geboren. Naar zijn eigen zeggen wilden zijn ouders hem Gustaaf Bernard Jozef noemen, maar de Argentijnse wet stond uitsluitend Spaanse voornamen toe. Hiltermann liet zich nimmer voluit bij de voornaam noemen en hij werd vaak aangeduid als Geebeejee, naar zijn voorletters. Zijn ouders gebruikten voor hem de roepnaam 'Guus'.
In Nederland studeerde hij economie  (Universiteit van Amsterdam), een studie die hij niet afmaakte, vervolgens indologie in Utrecht (doctoraal examen 1942), arabistiek en ten slotte in Amsterdam en Utrecht rechten (doctoraal examen 1944). Hij promoveerde in 1972 aan de Rijksuniversiteit te Utrecht tot doctor in de letteren op een dissertatie over 'Oost-Europa en de Duitse deling'.

## Werkzaamheden

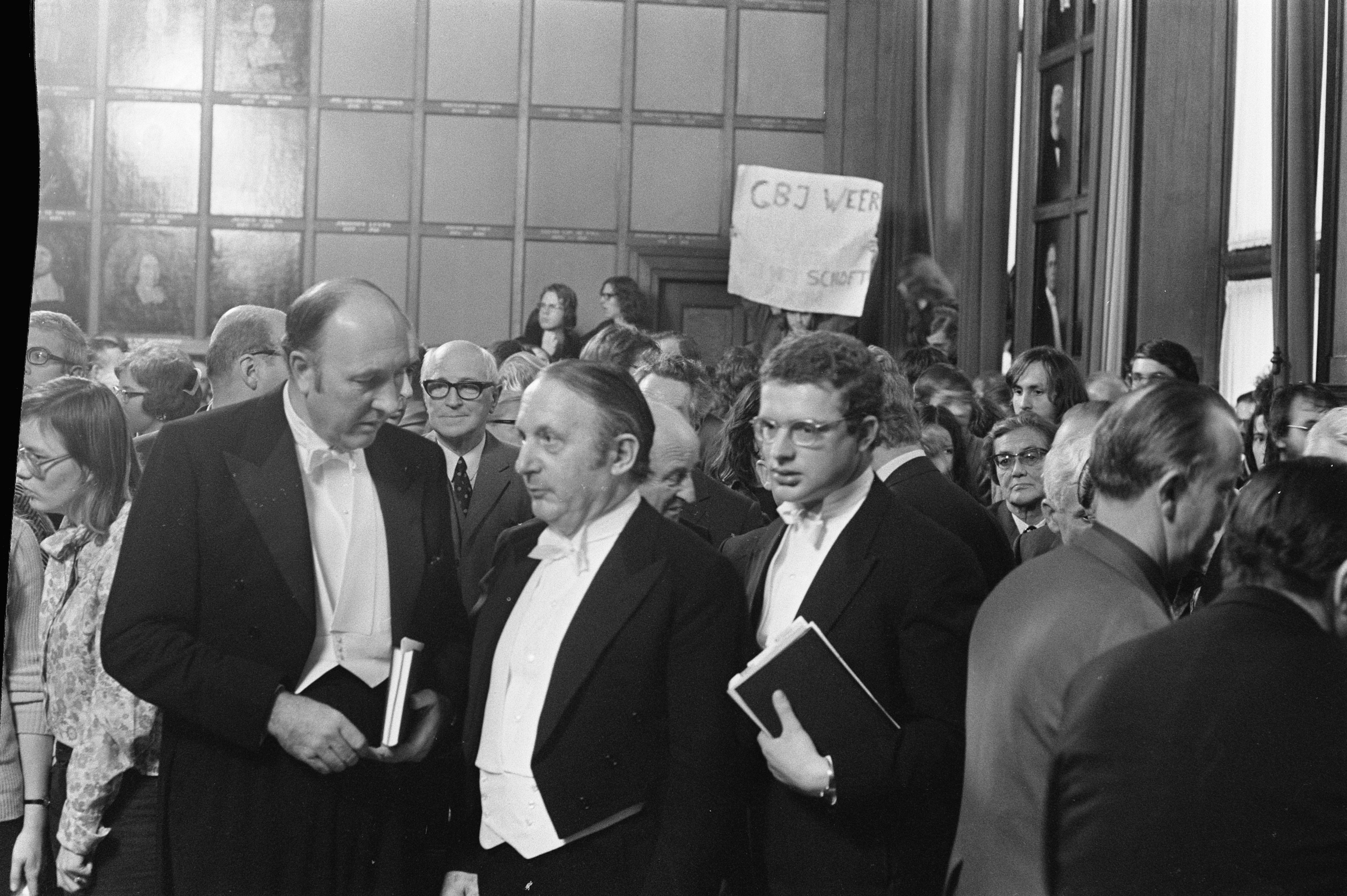
Promotie aan de Universiteit Utrecht (1972)

Hij werkte enige tijd voor De Telegraaf. In 1942 was hij een van de medewerkers die vertrokken, omdat de Duitsers de krant dwongen een antisemitisch artikel te plaatsen. Daarna was hij een van de medeoprichters van Elsevier dat na de oorlog voor het eerst verscheen. Tussen 1952 en 1965 was hij eigenaar en directeur van de Haagse Post, waar zijn echtgenote Sylvia Brandts Buys hoofdredactrice was. Zij verzamelden een grote groep getalenteerde (vooral linkse) schrijvers om zich heen, zoals Joop van Tijn, Cherry Duyns, Simon Vinkenoog en Jan Vrijman. Hij gaf deze schrijvers enorm veel vrijheid en nam die zelf ook. Later werd hij hoofdredacteur van de zesde druk van de Winkler Prins Encyclopedie.
Hij promoveerde in 1972 aan de Universiteit Utrecht op het proefschrift "Oost-Europa en de Duitse Deling". Deze promotie werd verstoord door de Utrechtse vereniging van geschiedenisstudenten UHSK, vanwege bezwaren tegen zijn denkbeelden. Gedurende zijn werkzame leven schreef hij veel artikelen en boeken.

## De toestand in de wereld
Verreweg de meeste landelijke bekendheid verwierf hij met zijn wekelijkse radiocommentaar op de internationale politiek: De toestand in de wereld, door mr. G.B.J. Hiltermann, bij de AVRO gepresenteerd in AVRO's Radiojournaal op zondagmiddag om 1 uur. Hij begon hiermee in oktober 1956 en de laatste werd uitgezonden op 22 november 1999. Deze commentaren werden gekenmerkt door geoliede zinsconstructies, een gedragen toon en in het algemeen prowesterse stellingnames. De laatste zin van elke column eindigde steevast met de woorden 'de toestand in de wereld'. In nogal wat Nederlandse huiskamers vormde dit commentaar een vertrouwd element van de zondagmiddag. Hij sprak ruim 2000 radiocolumns uit. Volgens bronnen bij de AVRO sloeg hij nauwelijks een week over. Na 39 jaar op de zondagmiddag verhuisde hij in 1995 naar de woensdag en kwam in september 1999 uiteindelijk op de maandagmiddag terecht.
Hij besloot zijn laatste commentaar met: "De tijd van eeuwige vrede is nog niet aangebroken, en dat zijn mijn laatste woorden over de toestand in de wereld, het ga u allen wel."
Na zijn overlijden stond in NRC Handelsblad het grapje: "Mr. G.B.J. Hiltermann spreekt over de toestand in de andere wereld."

## Conflicten
In 1969 had hij een conflict met de Volkskrant. In een van zijn columns noemde hij het dagblad "rondweg antisemitisch, althans anti-Israël". De Volkskrant spande een proces wegens smaad tegen hem aan. In hoger beroep werd besloten dat Hiltermann zijn uitspraak moest terugnemen, wat hij publiekelijk in zijn rubriek deed met slechts enkele zinnen uit het vonnis.
In juni 1998 haalde hij zich de woede van het Landelijk Bureau ter bestrijding van Rassendiscriminatie op de hals door veel asielzoekers voor "etnische profiteurs" uit te maken. Ook zei hij dat etnische minderheden niets toevoegen aan de cultuur. Hierop besloot de directie van de AVRO zijn teksten vooraf te raadplegen.
Zelf noemde Hiltermann zich een "progressieve, liberale cultuurdemocraat".